# Condado de Allegany (Maryland)
O Condado de Allegany é um dos 23 condados do Estado americano de Maryland. A sede do condado é Cumberland, e sua maior cidade é Cumberland. O condado possui uma área de 1 113 km² (dos quais 11 km² estão cobertos por água), uma população de 74 930 habitantes, e uma densidade populacional de 68 hab/km² (segundo o censo nacional de 2000). O condado foi fundado em 1789.